# Guben
Guben (em polonês/polaco e baixo sorábio: Gubin) é um município da Alemanha, situado no distrito de Spree-Neiße, no estado de Brandemburgo. Tem 43,75 km² de área, e sua população em 2019 foi estimada em 16.783 habitantes.